# Spårbarhetsmatris
En spårbarhetsmatris (eng. traceability matrix eller requirements traceability matrix) är ett dokument, vanligtvis i form av en tabell, som används för att underhålla relationer mellan unika entiteter i olika digitala dokument. Spårbarhetsmatriser används bl.a. inom programvaruutveckling för att hantera spårbarhet mellan krav på olika abstraktionsnivåer samt relationer mellan krav och testfall. Med tillgång till denna information kan man under utvecklingen lättare följa att systemkrav är uppfyllda och att tillräcklig testtäckning har uppnåtts.
Spårbarhetsmatrisens utseende innebär vanligtvis att det ena dokumentets entiteter placeras i första kolumnen och det andra dokumentets entiteter i översta raden. När en relation förekommer markeras den aktuella cellen.

## Exempel på spårbarhetsmatris
| KravID           | Testade krav | REQ1 UC 1.1 | REQ1 UC 1.2 | REQ1 UC 1.3 | REQ1 UC 2.1 | REQ1 UC 2.2 | REQ1 UC 2.3.1 | REQ1 UC 2.3.2 | REQ1 UC 2.3.3 | REQ1 UC 2.4 | REQ1 UC 3.1 | REQ1 UC 3.2 | REQ1 TECH 1.1 | REQ1 TECH 1.2 | REQ1 TECH 1.3 |
| ---------------- | ------------ | ----------- | ----------- | ----------- | ----------- | ----------- | ------------- | ------------- | ------------- | ----------- | ----------- | ----------- | ------------- | ------------- | ------------- |
| Testfall         | 321          | 3           | 2           | 3           | 1           | 1           | 1             | 1             | 1             | 1           | 2           | 3           | 1             | 1             | 1             |
| Implicit testade | 77           |             |             |             |             |             |               |               |               |             |             |             |               |               |               |
| 1.1.1            | 1            | x           |             |             |             |             |               |               |               |             |             |             |               |               |               |
| 1.1.2            | 2            |             | x           | x           |             |             |               |               |               |             |             |             |               |               |               |
| 1.1.3            | 2            | x           |             |             |             |             |               |               |               |             |             |             | x             |               |               |
| 1.1.4            | 1            |             |             | x           |             |             |               |               |               |             |             |             |               |               |               |
| 1.1.5            | 2            | x           |             |             |             |             |               |               |               |             |             |             |               | x             |               |
| 1.1.6            | 1            |             | x           |             |             |             |               |               |               |             |             |             |               |               |               |
| 1.1.7            | 1            |             |             | x           |             |             |               |               |               |             |             |             |               |               |               |
| 1.2.1            | 2            |             |             |             | x           |             | x             |               |               |             |             |             |               |               |               |
| 1.2.2            | 2            |             |             |             |             | x           |               | x             |               |             |             |             |               |               |               |
| 1.2.3            | 2            |             |             |             |             |             |               |               | x             | x           |             |             |               |               |               |
| 1.3.1            | 1            |             |             |             |             |             |               |               |               |             | x           |             |               |               |               |
| 1.3.2            | 1            |             |             |             |             |             |               |               |               |             | x           |             |               |               |               |
| 1.3.3            | 1            |             |             |             |             |             |               |               |               |             |             | x           |               |               |               |
| 1.3.4            | 1            |             |             |             |             |             |               |               |               |             |             | x           |               |               |               |
| 1.3.5            | 1            |             |             |             |             |             |               |               |               |             |             | x           |               |               |               |
| etc.             |              |             |             |             |             |             |               |               |               |             |             |             |               |               |               |
| 5.6.2            | 1            |             |             |             |             |             |               |               |               |             |             |             |               |               | x             |

## Utmaningar
I stora utvecklingsprojekt genereras dokumentrymder av sådan storlek att spårbarhetsinformationen är dyr att underhålla. Detta beror till stor del på programvaruartefakters dynamiska natur under programvarans livscykel. Att manuellt underhålla spårbarhetsmatriser är en metod som inte skalar upp speciellt bra till stora globala projekt. Stöd för spårbarhetsåterhämtning är sedan slutet av 1990-talet ett aktivt forskningsområde.